# Rexea alisae
Rexea alisae és una espècie de peix pertanyent a la família dels gempílids.

## Descripció
- Pot arribar a fer 30,9 cm de llargària màxima.
- Cos i cap de color argent metàl·lic, més fosc al dors.
- Pupil·les platejades amb una taca allargada i fosca per damunt i per sota de l'iris.
- Taca fosca a l'opercle.
- 20 espines i 13 radis tous a l'aleta dorsal i 2 espines i 12 radis tous a l'anal.[5][6]

## Hàbitat
És un peix marí i bentopelàgic que viu entre 470 i 580 m de fondària i entre les latituds 18°S-26°S i 162°E-170°E.

## Distribució geogràfica
Es troba al Pacífic occidental: Nova Caledònia.

## Observacions
És inofensiu per als humans.